# Гетфілд-хаус
Гетфілд-хаус (англ. Hatfield House) — садиба у місті Гетфілд (Гартфордшир), яка упродовж останніх чотирьох століть слугує родовим маєтком графів та маркізів Солсбері з роду Сесілів. Це найвизначніший приклад яковіанської аристократичної резиденції, що зберігся донині.

## Історія
Перший Гетфілдський палац було закладено 1497 року кардиналом Джоном Мортоном. За часів Реформації його було вилучено у церкви Генріхом VIII, який оселив тут своїх дітей — майбутніх монархів Едуарда VI та Єлизавету I. У палаці зберігається багато речей Єлизавети — пара рукавичок, шовкові панчохи, родословне дерево (аж до Адама і Єви) та «горностаєвий» портрет королеви роботи мініатюриста Гілліарда.
Нинішній палац було зведено у 1611 році Робертом Сесілом, 1-м графом Солсбері, першим міністром короля Якова Стюарта. Сади навколо палацу вважаються найстарішими у Британії, автором проекту називають Традесканта-старшого. Садиба й донині залишається у власності маркіза Солсбері; один з її колишніх власників тричі обіймав посаду прем'єр-міністра Великої Британії.

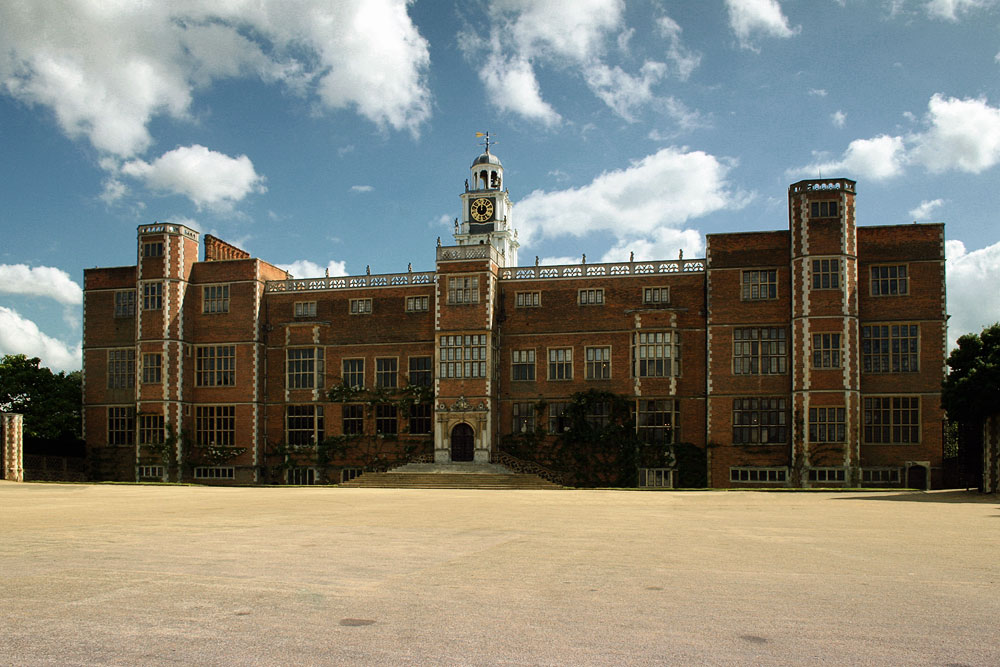
Північне крило Гетфілд-гаусу

За часів Першої світової війни на території Гетфілдської садиби відбувались випробування перших танків. З 1919 року тут зберігається єдиний у світі примірник танку Mark I. Цей бойовий танк — найстаріший у світі — нині експонується у музеї танків у Бовінгтоні.

## Фільми, що знімались у Гетфілді
- «Кромвель» (1970)
- «Бетмен» (1989)
- «Орландо» (1993)
- «Закоханий Шекспір» (1998)
- «Лара Крофт — розкрадачка гробниць» (2001)
- «Чарлі й шоколадна фабрика» (2005)
- «Новий Світ» (2005)
- «V — означає вендета» (2005)
- «Золота доба» (2007)